# Смычка (локомотивное депо)
Локомотивное депо Смычка — предприятие железнодорожного транспорта в городе Нижний Тагил, находящееся в пределах железнодорожной станции Смычка, принадлежит к Свердловской железной дороге. Депо занимается ремонтом и эксплуатацией тягового подвижного состава.
В пределах станции Смычка, возле депо находится остановочный пункт Депо с двумя посадочными платформами. Всего же в пределах станции три пассажирских остановочных пункта.

## История депо
В настоящее время производится реконструкция депо, нацеленая на увеличение производственной мощности. Предусмотрено удлинение цеха ремонта на 80 метров, развитие тракционных путей депо, дооснащение цехов технологическим оборудованием.

## Тяговые плечи
- Смычка - Екатеринбург-Пассажирский
- Смычка - Егоршино через Алапаевск
- Смычка - Гороблагодатская
- Смычка - Чусовская
- Смычка - Серов

## Подвижной состав
В разное время к депо были приписаны тепловозы ТЭМ2, электровозы ВЛ22м, ВЛ11.
На данный момент приписной парк электровозы ВЛ11, ВЛ11.8, ВЛ11м, ВЛ11к. Эксплуатация тепловозов ТЭМ2, ТЭМ18ДМ, 2ТЭ116.
Кроме локомотивного депо имеются вагоноремонтные депо.